# بيوجني (باد كاليه)
بيوجني، باد كاليه (بالفرنسية: Beugny)‏ هي بلدية تقع في إقليم باد كاليه من منطقة نور با دو كاليه في شمال فرنسا. تبلغ مساحة هذه المدينة 5.83 (كم²)، وترتفع عن سطح البحر 121 م، يبلغ عدد سكانها 362 نسمة حسب إحصاء المعهد الوطني للإحصاء والدراسات الاقتصادية سنة 2009 م. وترأس Jean-Claude Mayeux البلدية خلال فترة (2008-2014).